# USS Cread (APD-88)
USS Cread (APD-88) là một tàu vận chuyển cao tốc lớp Crosley, nguyên được cải biến từ chiếc DE-227, một tàu hộ tống khu trục lớp Rudderow, và đã phục vụ cùng Hải quân Hoa Kỳ trong Chiến tranh Thế giới thứ hai. Nó là chiếc tàu chiến duy nhất của Hải quân Hoa Kỳ được đặt cái tên này, theo tên hạ sĩ quan Walter Irving Cread (1923-1942), người từng phục vụ cùng Hải đội Xuồng phóng lôi 2 và đã tử trận vào ngày 12 tháng 12, 1942. Nó đã phục vụ cho đến khi chiến tranh kết thúc, xuất biên chế năm 1946, rồi cuối cùng bị bán để tháo dỡ vào năm 1961.

## Thiết kế và chế tạo
Thiết kế của lớp Crosley dựa trên việc cải biến lớp tàu hộ tống khu trục Rudderow. Cấu trúc thượng tầng con tàu được mở rộng, đồng thời tháo dỡ bớt vũ khí trang bị để lấy chỗ bố trí nơi nghỉ cho 162 binh lính được vận chuyển cùng khoảng 40 tấn trang bị. Hệ thống động lực tương tự như với các lớp Buckley và Rudderow; là kiểu động cơ turbine-điện General Electric, cung cấp điện năng cho mô-tơ điện để dẫn động hai trục chân vịt.
Dàn vũ khí được giữ lại bao gồm một khẩu pháo 5 inch (130 mm)/38 cal bố trí một phía trước mũi; ba khẩu đội pháo phòng không Bofors 40 mm nòng đôi và sáu pháo phòng không Oerlikon 20 mm; vũ khí chống ngầm gồm hai đường ray Mk. 9 để thả mìn sâu. Thủy thủ đoàn đầy đủ bao gồm 15 sĩ quan và 168 thủy thủ; và con tàu được bố trí tiện nghi để vận chuyển 12 sĩ quan cùng 150 binh lính đổ bộ.
Cread được đặt lườn như là chiếc DE-227 tại Xưởng hải quân Philadelphia ở Philadelphia, Pennsylvania vào ngày 16 tháng 10, 1943. Nó được hạ thủy vào ngày 12 tháng 2, 1944, được đỡ đầu bởi bà H. Bergman, dì của hạ sĩ quan Cread. Đang khi được hoàn thiện, con tàu được xếp lại lớp như một tàu vận chuyển cao tốc vào ngày 17 tháng 7, 1944, mang ký hiệu lườn mới APD-88, và nhập biên chế cùng Hải quân Hoa Kỳ vào ngày 29 tháng 7, 1945 dưới quyền chỉ huy của Hạm trưởng, Trung tá Hải quân Parker E. Cherry.

## Lịch sử hoạt động
Cread chỉ vừa mới được đưa vào hoạt động khi Nhật Bản chấp nhận đầu hàng vào ngày 15 tháng 8, 1945 giúp chấm dứt vĩnh viễn cuộc xung đột. Vì vậy, sau khi rời Philadelphia vào ngày 20 tháng 8 để tiến hành chạy thử máy huấn luyện tại khu vực vịnh Guantánamo, Cuba, nó quay trở về Norfolk, Virginia vào ngày 28 tháng 9 để sửa chữa sau chạy thử máy rồi tham dự lễ hội nhân Ngày Hải quân tại Richmond, Virginia. Nó đón lên tàu những học viên sĩ quan thuộc Hải quân Dự bị Hoa Kỳ cho một chuyến đi thực tập từ ngày 30 tháng 10 đến ngày 5 tháng 11, rồi đi đến Green Cove Springs, Florida vào ngày 28 tháng 11 để chuẩn bị ngừng hoạt động.
Cread được cho xuất biên chế tại Green Cove Springs, Florida vào ngày 15 tháng 3, 1946 và được đưa về Hạm đội Dự bị Đại Tây Dương. Tên nó được cho rút khỏi danh sách Đăng bạ Hải quân vào ngày 1 tháng 6, 1960, và cuối cùng con tàu bị bán cho hãng Southern Scrap Metal Company tại New Orleans, Louisiana để tháo dỡ vào ngày 16 tháng 3, 1961.

## Phần thưởng
Nguồn: Navsource Naval History
|  |  |

| Huân chương Phục vụ Phòng vệ Hoa Kỳ | Huân chương Chiến thắng Thế Chiến II |